# Український науково-практичний центр екстреної медичної допомоги та медицини катастроф
Український науково-практичний центр екстреної медичної допомоги та медицини катастроф (УНПЦ ЕМД та МК) — заклад екстреної медичної допомоги та медицини катастроф, головний заклад Державної служби медицини катастроф України (ДСМК). Утворений в липні 1997 року Постановою Кабінету Міністрів України, працює на базі Київської міської клінічної лікарні швидкої медичної допомоги.
Основні напрямки діяльності Центру:
- надання екстреної медичної допомоги постраждалим в надзвичайних ситуаціях (стихійні лиха, техногенні аварії та катастрофи тощо)
- організація розбудови та функціонування ДСМК;
- проведення науково-дослідної роботи, пов'язаної з удосконаленням форм і методів організації надання екстреної медичної допомоги постраждалим в екстремальних ситуаціях.

ДСМК укомплектований висококваліфікованими медичними кадрами та вченими. У штаті закладу 10 докторів наук, 27 кандидатів наук. Щорічно науковці центру видають понад 200 наукових робіт та роблять до 15 винаходів. Бригади постійної готовності закладу брали участь у наданні медичної допомоги постраждалим в Україні практично при всіх значних надзвичайних ситуаціях, в наданні допомоги постраждалим при катастрофах глобального рівня в Туреччині (1999), Індії (2001), Ірані (2003—04), Пакистані (2005) тощо.